# Otys
Otys est un jeu de société créé par Claude Lucchini et édité depuis 2018 par Pearl Games et Libellud,. Le huitième jeu de Pearl Games a été illustré par Paul Mayafon.

## Description
Au milieu du XXIIe siècle, la mer immerge les dernières terres et les humains doivent trouver des moyens pour demeurer au dessus du niveau de la mer. Plusieurs équipes devront plonger dans les eaux marines et récupérer divers matériaux, dans le but de remplir les contrats proposés et gagner de la notoriété,.